# Mika Brzezinski
Pour les articles homonymes, voir Brzezinski.
Mika Emilie Leonia Brzezinski, née le 2 mai 1967, est une journaliste américaine.

## Biographie
Elle est la fille de Zbigniew Brzezinski, influent conseiller aux affaires étrangères depuis Jimmy Carter.
Mika Brzezinski est coprésentatrice sur MSNBC du programme matinal Morning Joe. En plus de commentaires réguliers, c'est elle qui lit les titres à la une des informations.
Elle s'est démarquée le 26 juin 2007, en refusant de présenter la libération de Paris Hilton en « Une », préférant un sujet sur la guerre en Irak. Interpellée par ses collègues masculins qui refusaient de passer le sujet avant, elle tenta de brûler ses notes avant de les déchirer en direct, et de passer les copies à la déchiqueteuse.
Le 24 mars 2014, elle interrompt les invités du Morning Joe et son coprésentateur Joe Scarborough qui développent des théories sur la disparition du Vol 370 de la Malaysia Airlines, en leur rappelant la base du journalisme qui est de s'appuyer sur les faits.
En février 2017, elle accuse Donald Trump de manipuler l'opinion publique concluant que c'est à eux de le faire (les journalistes) car "c'est leur boulot". Elle justifie cette phrase par la suite en expliquant qu'elle avait voulu dire que leur boulot était d'empêcher Donald Trump de manipuler l'opinion publique.